# Hassan Al-Habib
Hassan Al-Habib (en árabe: حسن الحبيب‎; Hofuf, 14 de septiembre de 1994) es un futbolista saudí que juega en la demarcación de centrocampista para el Al-Okhdood Club de la Liga Profesional Saudí.

## Selección nacional
Hizo su debut con la selección de fútbol de Arabia Saudita el 21 de marzo de 2019 en un encuentro amistoso contra Emiratos Árabes Unidos que finalizó con un resultado de 2-1 a favor del combinado emiratí tras el gol de Abdulfattah Adam para Arabia Saudita, y de Bandar Al-Ahbabi y Ali Mabkhout para Emiratos Árabes Unidos.

## Clubes
| Club                  | País           | Año       | Partidos | Goles |
| --------------------- | -------------- | --------- | -------- | ----- |
| Al-Ettifaq Club       | Arabia Saudita | 2014-2019 | 67       | 6     |
| Al-Hazem FC           | Arabia Saudita | 2019-2020 | 19       | 1     |
| Al Fateh SC           | Arabia Saudita | 2020-2022 | 29       | 0     |
| Al-Adalah FC (cedido) | Arabia Saudita | 2022-2023 | 24       | 0     |
| Al-Okhdood Club       | Arabia Saudita | 2023-     | 2        | 0     |